# Leptopelis bequaerti
Espèce
Statut de conservation UICN

 DD  : Données insuffisantes
Leptopelis bequaerti est une espèce d'amphibiens de la famille des Arthroleptidae.

## Répartition
Cette espèce est endémique du Liberia. Elle ne se rencontre qu'à Gbarnga et sur le mont Coffee.

## Étymologie
Cette espèce est nommée en l'honneur de Joseph Charles Bequaert.

## Publication originale
- Loveridge, 1941 : Report on the Smithsonian-Firestone Expeditions collection of reptiles and amphibians from Liberia. Proceedings of the United States National Museum, vol. 91, p. 113-139 (texte intégral).